# العريشة (الحيمة الخارجية)

تعديل مصدري - تعديل

العريشة هي إحدى قرى عزلة الأعروش بمديرية الحيمة الخارجية التابعة لمحافظة صنعاء، بلغ تعداد سكانها 259 نسمة حسب تعداد اليمن لعام 2004.